# 那須地区消防組合
那須地区消防組合（なすちくしょうぼうくみあい）は、栃木県大田原市、那須塩原市、那須郡那須町が組織する一部事務組合（消防組合）。大田原市に本部を置く。

## 概要

### 所在地
| 消防署         | 所在地                                     | 分署       | 所在地                      |
| -------------- | ------------------------------------------ | ---------- | --------------------------- |
| 大田原消防署   | 大田原市中田原868番地12 （消防本部と同一） | 湯津上分署 | 大田原市蛭畑796番地1        |
| 大田原消防署   | 大田原市中田原868番地12 （消防本部と同一） | 黒羽分署   | 大田原市黒羽向町1009番地1   |
| 黒磯消防署     | 那須塩原市下厚崎264番地                    | 板室分署   | 那須塩原市百村3065番地      |
| 西那須野消防署 | 那須塩原市三島5丁目1番地251                | 塩原分署   | 那須塩原市中塩原1番地15     |
| 那須消防署     | 那須郡那須町大字寺子乙3967番地94           | 湯本分署   | 那須郡那須町大字湯本213番地 |

### 管内の概要
人口205,653人、面積1,319.44km²、人口密度156人/km²。（2025年2月1日、推計人口）
- 管内人口 : 214,203人
  - 大田原市 : 73,969人
  - 那須塩原市 : 116,228人
  - 那須町 : 24,006人

2019年（平成31年）1月1日現在
- 管内世帯数 : 85,431世帯
  - 大田原市 : 29,579世帯
  - 那須塩原市 : 47,150世帯
  - 那須町 : 8,702世帯

2019年（平成31年）1月1日現在
- 管内面積 : 1,319.44 km2
  - 大田原市 : 354.36 km2
  - 那須塩原市 : 592.74 km2
  - 那須町 : 372.34 km2

2018年（平成30年）10月1日現在

## 沿革
- 2015年（平成27年）10月1日 - 大田原地区広域消防組合と黒磯那須消防組合が統合し、那須地区消防組合を設立。
- 2021年（令和3年）12月3日 - 湯本分署の屈折はしご付き消防車が走行訓練中に県道から牧草地に転落して横転する事故が発生[2]。
- 2022年（令和4年）
  - 3月25日 - 塩原分署庁舎が旧庁舎（那須塩原市塩原2346番地1）から新庁舎（那須塩原市中塩原）に移転[1]。
  - 12月25日 - 大田原消防署で化学消防ポンプ車が焼ける火災が発生[3]。同車は12月21日に納車されたばかりで、運用開始前であった[3]。

## 組織
- 消防長
  - 消防次長
    - 総務課
    - 通信指令課
    - 警防課
    - 予防課
    - 大田原消防署
      - 湯津上分署
      - 黒羽分署

    - 黒磯消防署
      - 板室分署

    - 西那須野消防署
      - 塩原分署

    - 那須消防署
      - 湯本分署